# Automedon
Automedon, Automedont (stgr. Αὐτομέδων) – w mitologii greckiej wojownik achajski, uczestnik wojny trojańskiej, woźnica rydwanu Achillesa i jego towarzysz.
Pochodził z wyspy Skyros. Przybył pod Troję na czele kontyngentu złożonego z dziesięciu okrętów. Służył Achillesowi, a po jego śmierci Neoptolemosowi. Zabił w boju Trojańczyka Aretosa. Był wiernym towarzyszem, słynął też z łagodności. Brał udział w zdobyciu Ilionu.